# XAMPP
XAMPP è una piattaforma software multipiattaforma e libera costituita da Apache HTTP Server, il DBMS MariaDB (precedentemente MySQL) e tutti gli strumenti necessari per utilizzare i linguaggi di programmazione PHP e Perl. Il nome è un acronimo dei software sopra citati (la X sta per x-platform, l'abbreviazione di cross-platform in lingua inglese ovvero multipiattaforma).
Su queste piattaforme si appoggiano spesso siti web e altre piattaforme di sviluppo web dinamico e Content management system come WordPress, Drupal e Joomla!.

## Descrizione
XAMPP è un software libero distribuito attraverso GNU General Public License ed è caratterizzato da un approccio user friendly. Mediante XAMPP è possibile avere un application server capace di interpretare pagine web dinamiche. Il software è disponibile per sistemi unix-like (GNU/Linux, Oracle Solaris, MacOS) e per Microsoft Windows.
Può essere installato anche su un dispositivo esterno USB.
Il gestore di database MariaDB è incorporato in XAMPP a partire dalle versioni 5.5.30 e 5.6.14, quando ha sostituito il gestore di database MySQL,  precedentemente incluso al suo posto.
Esiste una versione "Lite" comprensiva dei componenti sotto indicati (simili ai prodotti concorrenti) e una versione "Basic" che comprende altre caratteristiche complementari.

### Componenti
I componenti di base sono:
- Il web server: Apache HTTP Server;
- Il database management system (o database server): MariaDB e SQLite;
- Il server FTP: Filezilla Server, ProFTPD;
- Il mail server: Mercury Mail Transport System (solo per Microsoft Windows);
- Come linguaggio di programmazione: Perl, PHP.